# Eburodacrys santossilvai
Eburodacrys santossilvai es una especie de escarabajo longicornio del género Eburodacrys, tribu Eburiini, subfamilia Cerambycinae. Fue descrita científicamente por Botero en 2017.

## Descripción
Mide 12-19,5 milímetros de longitud.

## Distribución
Se distribuye por Colombia y Venezuela.